# Paul Miron

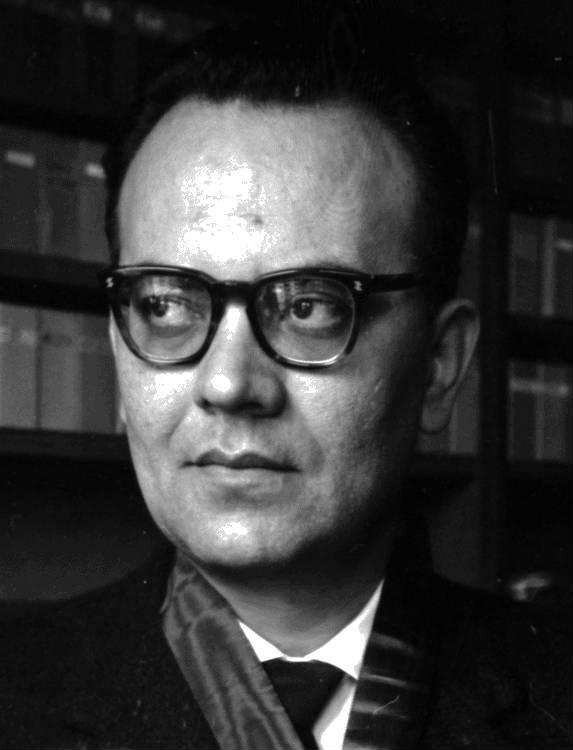
Paul Miron (1963)

Paul Miron (* 13. Juni 1926 in Boroaia, Kreis Suceava; † 17. April 2008 in Freiburg im Breisgau, Deutschland) war ein rumänischer Romanist, Rumänist und Schriftsteller, der als deutscher Hochschullehrer und Mittler zwischen den beiden Ländern gewirkt hat.

## Leben und Werk
Miron wurde in der Westmoldau geboren, ging in Fălticeni zur Schule, verließ seine Heimat nach dem sowjetischen Einmarsch, wurde bei Berlin schwer verwundet, verbrachte zwei Jahre in Lazaretten und studierte dann in Köln und Bonn (1947–1949) bei Ernst Robert Curtius und Paul Menzerath. Nach einem Aufenthalt in Paris (1949–1951) promovierte er 1954 in Bonn mit Zur typologischen Struktur des Rumänischen. Vergleichende Untersuchungen über die typologische Struktur des Rumänischen innerhalb der Romania – in synchronischer und diachronischer Betrachtungsweise. Er kam 1964 als Lektor für Rumänisch nach Freiburg und habilitierte sich 1973 bei Hans-Martin Gauger in Freiburg über Aspekte der lexikalischen Kreativität im Rumänischen (Frankfurt 1977). Von 1977 bis 1991 war er an der Albert-Ludwigs-Universität Freiburg außerplanmäßiger Professor.
Miron unterhielt vor und nach der Wende intensive Kulturbeziehungen zu Rumänien, zur Orthodoxen Kirche Rumäniens sowie zur Universität Alexandru Ioan Cuza Iași, mit der er für das 1986 gestartete Projekt einer 20-bändigen Ausgabe der ersten rumänischen Bibel (Biblia 1688) zusammenarbeitete. Er gab die Zeitschriften Prodromos (1961–1970) und Dacoromania. Jahrbuch für östliche Latinität (1973–1991, samt einem Beiheft 1978) heraus. Er war Generalsekretär des Bundes der rumänisch-orthodoxen Jugend in Deutschland.
Miron, der auch eine umfängliche schriftstellerische Aktivität entwickelte, war Ehrenmitglied des Rumänischen Schriftstellerverbandes, Ehrenbürger der Städte Iași und Timișoara, Ehrendoktor der Universität Alexandru Ioan Cuza Iași und Träger mehrerer rumänischer Auszeichnungen. Er war mit Elsa Lüder verheiratet. Sein Grab ist in Vama Veche.
Der Archäologe Andrei Miron war ein Sohn Paul Mirons.

## Weitere Werke

### Romanistik
- (Hrsg. zusammen mit Ernst J. Tetsch) Wechselwirkungen in der deutschen und rumänischen Geisteswelt am Beispiel Mihai Eminescu. Aus Anlaß des 125. Geburtstages des rumänischen Dichters. Ein Colloquium, veranstaltet vom Institut für Auslandsbeziehungen, Stuttgart, und der Deutsch-Rumänischen Studienvereinigung, Freiburg, am 17. u. 18. November 1975 in Stuttgart, Stuttgart 1977
- Der Wortschatz Dimitrie Cantemirs. Eine lexikalische Untersuchung von "Divanul" u. "Istoria Ieroglifică" im Vergleich zu Texten aus dem XVI., XIX. u. XX. Jh., Frankfurt 1978
- (Hrsg.) Kolloquium "Volkserzählung, Sage und Märchen": Bukarest, 28. Februar 1985 - 2. März 1985. Kulturinstitut der Bundesrepublik Deutschland, Freiburg 1985
- (Bearbeiter) Hariton Tiktin, Rumänisch-deutsches Wörterbuch, 2. Auflage, 3 Bde., Wiesbaden 1986, 1988, 1990
- La langue liturgique roumaine, Freiburg/Genf 1988
- (zusammen mit Elsa Lüder) Lupul şi capra. Eine Fibel zum Erlernen des Rumänischen, Klausenburg 1994, 1999
- (Hrsg. zusammen mit Elsa Lüder, Vasile Arvinte, Ioan Caproşu, Alexandru Andriescu) Monumenta Linguae Dacoromanorum. Biblia 1688, 20 Bde., Jassy 1988 ff
- (zusammen mit Elsa Lüder) Lupul şi capra. Une fible pour apprendre le roumain, Bukarest 1997
- (Bearbeiter zusammen mit Elsa Lüder) Hariton Tiktin, Rumänisch-deutsches Wörterbuch, 3. Auflage, 3 Bde., Klausenburg/Wiesbaden 2000, 2003, 2005

### Literarische Produktion
- Rodul ascuns, Evry Petit-Bourg 1964
- Idoli de lut. Teatru, Klausenburg 1994
- Fata călăului : şi alte povestiri, Klausenburg 1994
- Ochean, Bukarest 1996
- (zusammen mit Grigore Ilisei) Fălticena – mon amour. O scurta istorie aproape sentimentala (memorialistică), Bukarest: Editura Polirom 1996, 2. Auflage Editura Dana-Art 2010
- Magul, Klausenburg 1997
- Maiputincaperfectul. Istorioarele lui Policarp Cutzara, Jassy 1998
- Postalionul din vis – roman epistolar, Temeschwar 1999
- Masura urmelor, Temeschwar 2000
- Targul saradelor. O povestire tridimensionala, Jassy 2000
- Mostenirea astrelor, Klausenburg 2002
- O grămadă de arbori : poezii = Eine Menge Bäume. Ausgewählt und aus dem Rumänischen übersetzt von Elsa Lüder. Einführung Paul Miron. Nachwort Cornel Ungureanu. Bildbeitrag Sorin Dumitrescu, Zürich 2003
- Drumul strainatatii, Bukarest 2006
- Drumul strainatatii : al doilea caiet, Bukarest 2007